# Vaccinium virgatum
Vaccinium virgatum är en ljungväxtart som beskrevs av William Aiton. Vaccinium virgatum ingår i Blåbärssläktet, och familjen ljungväxter. Inga underarter finns listade i Catalogue of Life.

## Bildgalleri

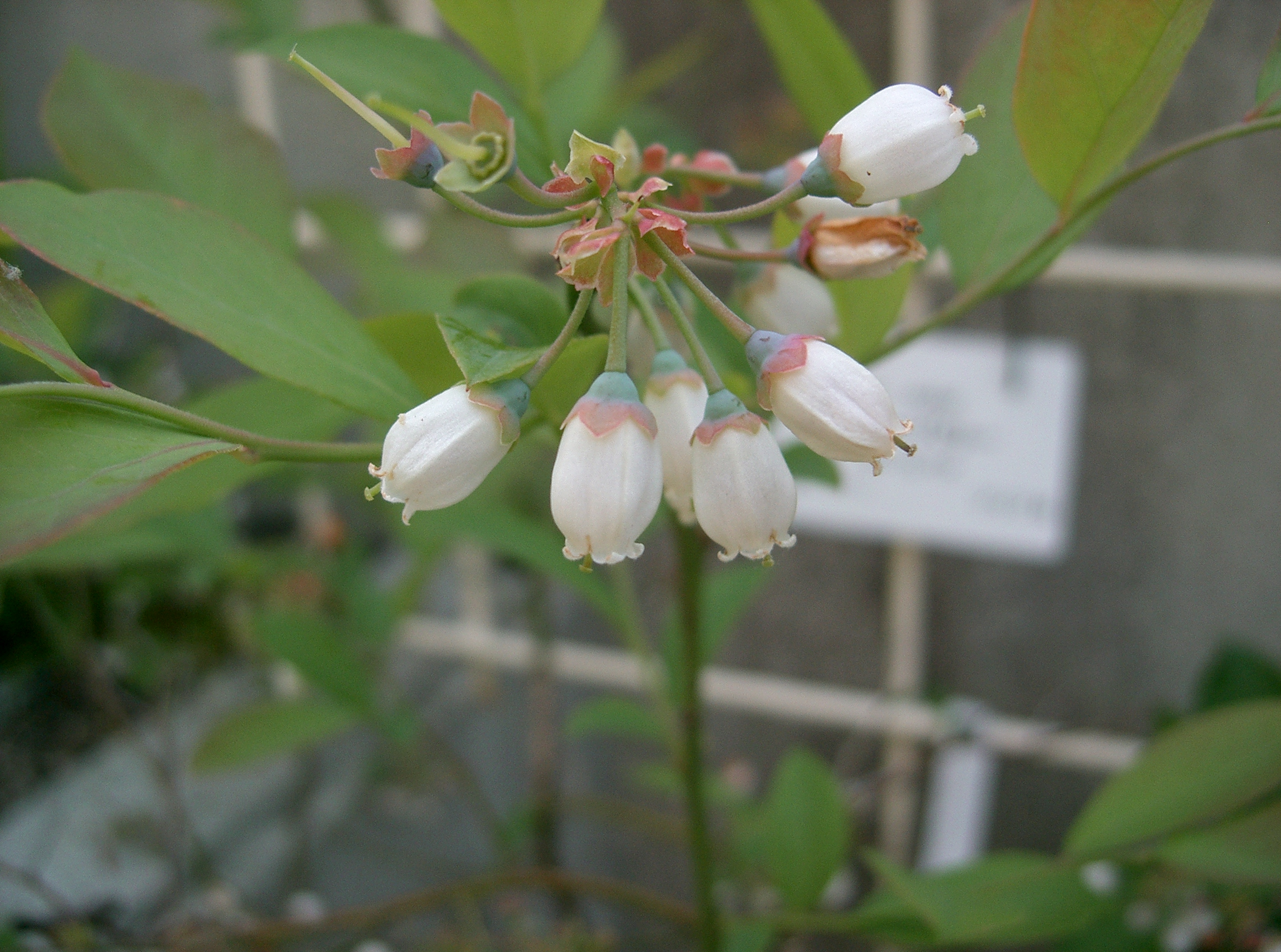
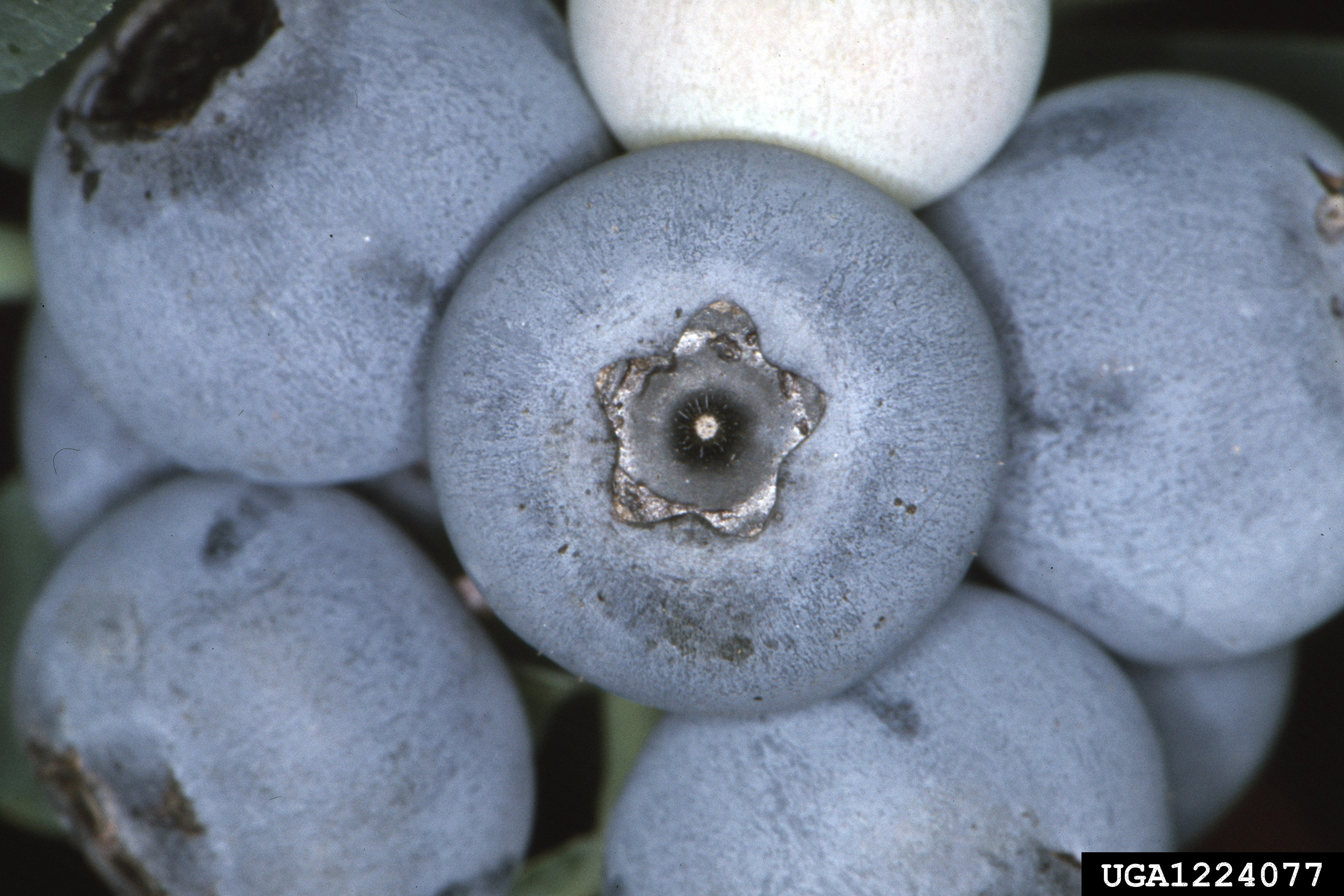
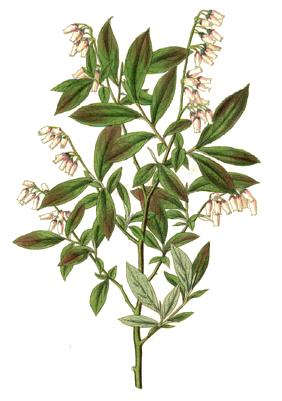